# Hachis parmentier
Le hachis Parmentier,, ou hachis parmentier, est un plat parisien à base de purée de pommes de terre et de viande de bœuf hachée. Ce gratin doit son nom à l'apothicaire Antoine Parmentier qui, convaincu que le tubercule pouvait combattre efficacement la disette, le fit goûter à Louis XVI.
Le mot plus général « hachis » désigne un plat dans lequel les ingrédients sont hachés, émincés ou broyés.

## Historique
Ce mets, apparu au début du XXe siècle, a été nommé en l'honneur d'Antoine-Augustin Parmentier (1737-1813), qui popularisa la pomme de terre en France, permettant à son pays de sortir du cycle famine/disette. Frédéric Zégierman, journaliste spécialisé, explique : « Le hachis Parmentier serait né à Paris. Il retrouve ses lettres de noblesse dans de nombreuses brasseries de la capitale qui reproduisent à l’ancienne ce plat à base de purée de pomme de terre et de viande de bœuf hachée. Certains chefs innovent avec de nouveaux légumes et aromates. »

## Ingrédients
Selon Frédéric Zégierman, « dans [la] version traditionnelle [du hachis parmentier] les pommes de terre, cuites à l’eau et réduites en purée avec l’eau de cuisson, sont salées et poivrées. Le reste de pot-au-feu ou n’importe quel autre morceau de viande ou poisson cuit et haché, passé au four avec de l’oignon, du persil et un œuf ».

## Variantes nationales
Plat familial et traditionnel dans de nombreux pays, il est également économique puisqu'il permet de récupérer les restes de viande d'un rôti ou d'un pot-au-feu par exemple.
- Au Québec et au Nouveau-Brunswick, on trouve un mets plus ou moins similaire, nommé pâté chinois, avec du maïs en plus.
- Au Royaume-Uni et en Irlande, un mets semblable, préparé avec une couche de macédoine de légumes entre la viande et les pommes de terre, mais cette fois à la viande de mouton, se nomme shepherd's pie (« tourte du berger »). Fait avec du bœuf, le plat se nomme cottage pie (tourte du cottage). Le pâté chinois québécois pourrait être une variante de ce mets britannique qui prit une appellation locale[réf. nécessaire]. Ce plat était souvent donné aux immigrants chinois qui travaillaient sur le chemin de fer transcanadien.
- Dans les régions du Nordeste du Brésil, un plat voisin, appelé escondidinho, est préparé soit avec de la pomme de terre, soit avec du manioc. Les viandes utilisées sont du hachis de bœuf ou de la viande séchée (carne de sol)[6].